# Nyarlathotep (relato)
Nyarlathotep (en inglés Nyarlathotep) es un poema en prosa escrito en 1920 por el autor estadounidense de literatura de terror H. P. Lovecraft.

## Publicación
Se publicó por primera vez en la edición de noviembre de 1920 de The United Amateur, siendo reeditado posteriormente por Arkham House en la antología de 1943 Beyond the Wall of Sleep. No debe confundirse con el poema homónimo publicado en la colección Fungi from Yuggoth.

## Antecedentes y argumento
En este relato se produce la primera aparición de Nyarlathotep, criatura que pertenece tanto a los Mitos de Cthulhu como al Ciclo onírico. Nyarlathotep tuvo por origen un sueño de Lovecraft. El primer párrafo del cuerpo del poema fue escrito "mientras todavía estaba medio dormido". El poema fue descrito por Lovecraft como "una pesadilla". En el propio sueño inspirador, Lovecraft lee una carta con una invitación de su amigo Samuel Loveman:

No dejes de ver a Nyarlathotep si este viene a Providence. Es horrible, horrible más allá de lo que puedas imaginar, pero maravilloso. Le persigue a uno después durante horas. Todavía estoy temblando por lo que mostró.

El poema en sí es una visión sombría de la civilización humana en decadencia, y explora las sensaciones mixtas de desesperación y desafío en una sociedad moribunda.